# George Hunter (pugile)
George Hunter (Brakpan, 22 luglio 1927 – 12 dicembre 2004) è stato un pugile sudafricano.

## Palmarès

### Olimpiadi
- Oro a Londra 1948 nei pesi mediomassimi.